# Przy Szosie (Jędrzejów)
Przy Szosie – część wsi Jędrzejów w Polsce, położona w województwie świętokrzyskim, w powiecie ostrowieckim, w gminie Bodzechów.
W latach 1975–1998 Przy Szosie administracyjnie należało do województwa kieleckiego.